# Sithonia
Sithonia (în greacă Σιθωνία), cunoscută și sub numele de Longos, este o peninsulă din Halkidiki, care ea însăși este situată pe o peninsulă mai mare din Grecia. Peninsula Kassandra se află la vest de Sithonia și peninsula Muntele Athos la est. Sithonia este, de asemenea, o municipalitate, care acoperă peninsula Sithonia. Reședința municipalității este orașul Nikiti.

## Geografie

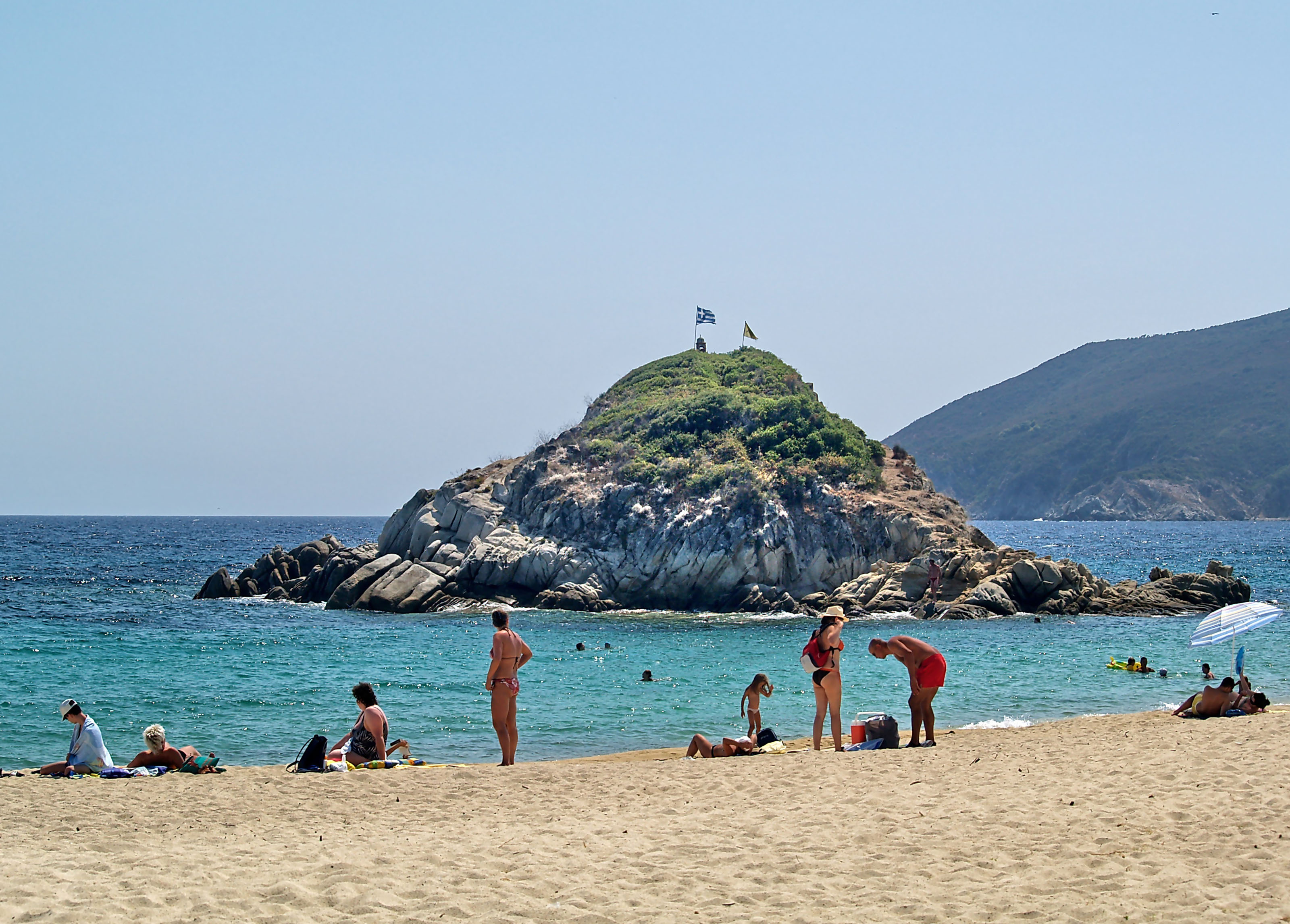
Sithonia, plaja din Kalamitsi.

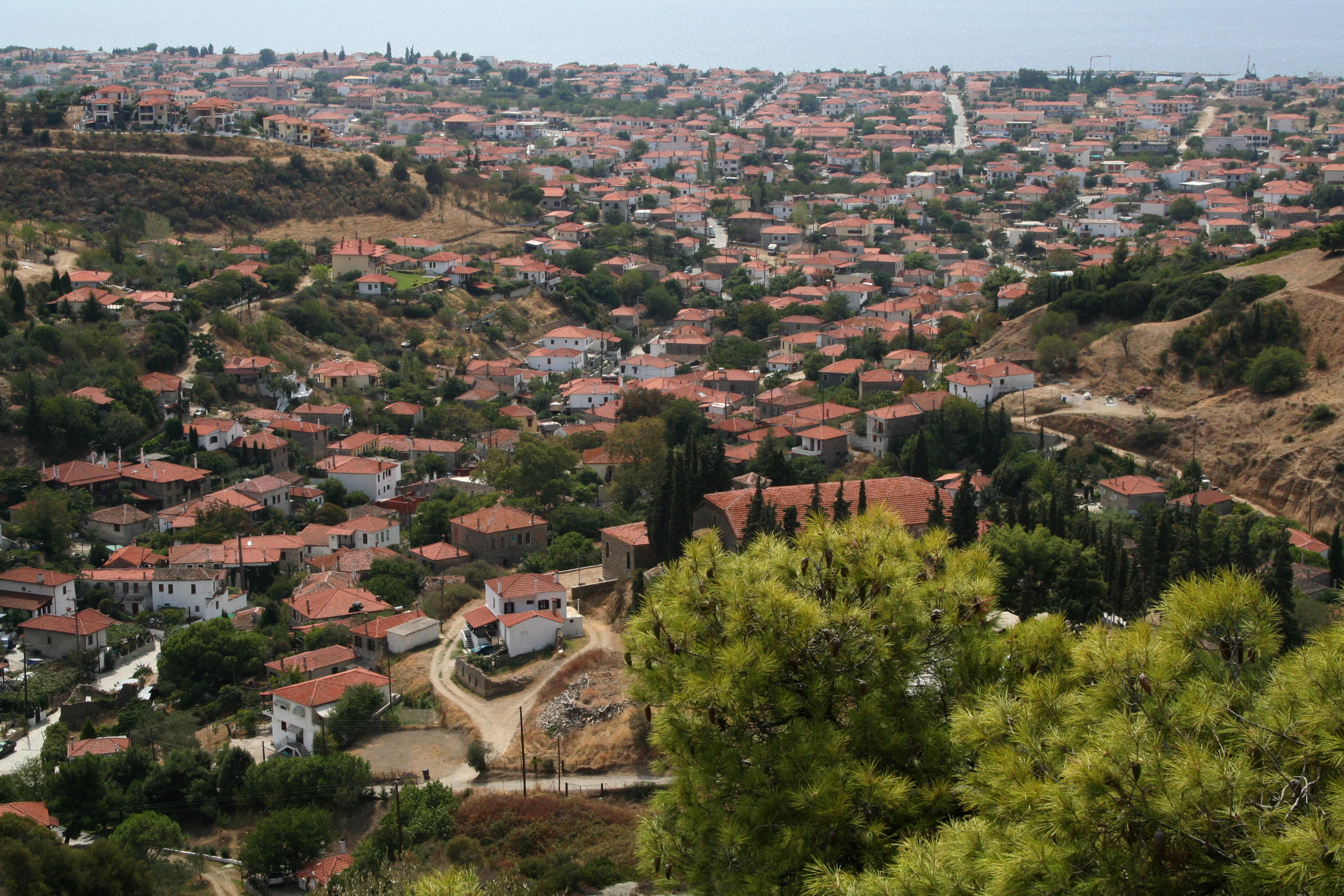
Panorama Nikiti.

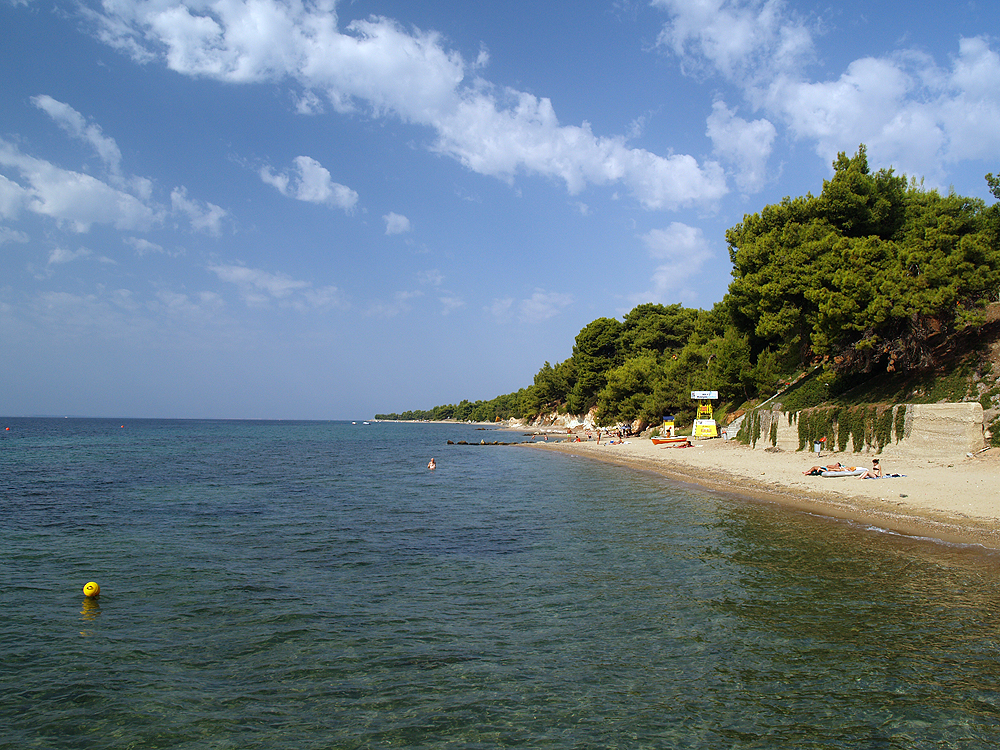
Plaja Elia

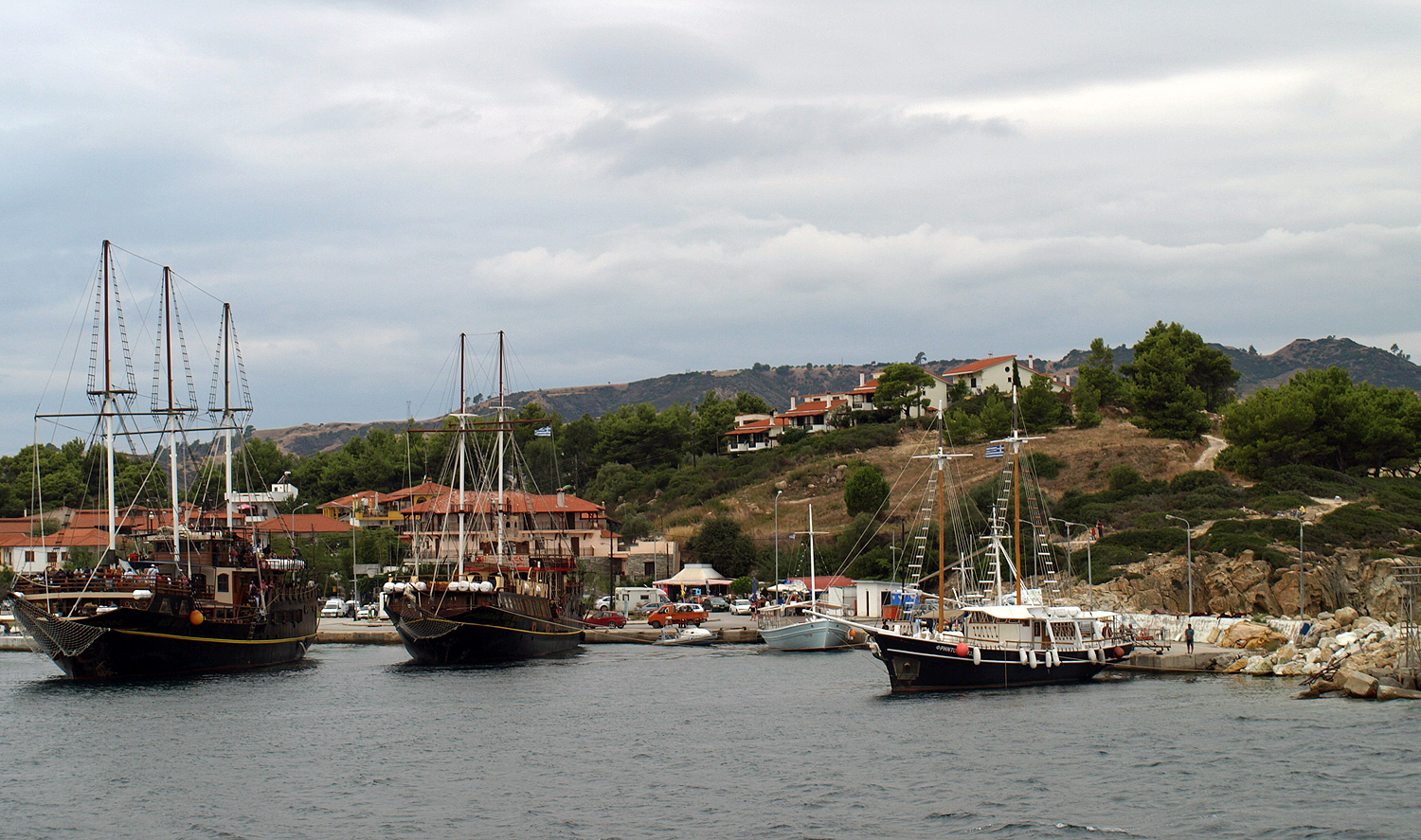
Ormos Panagias.

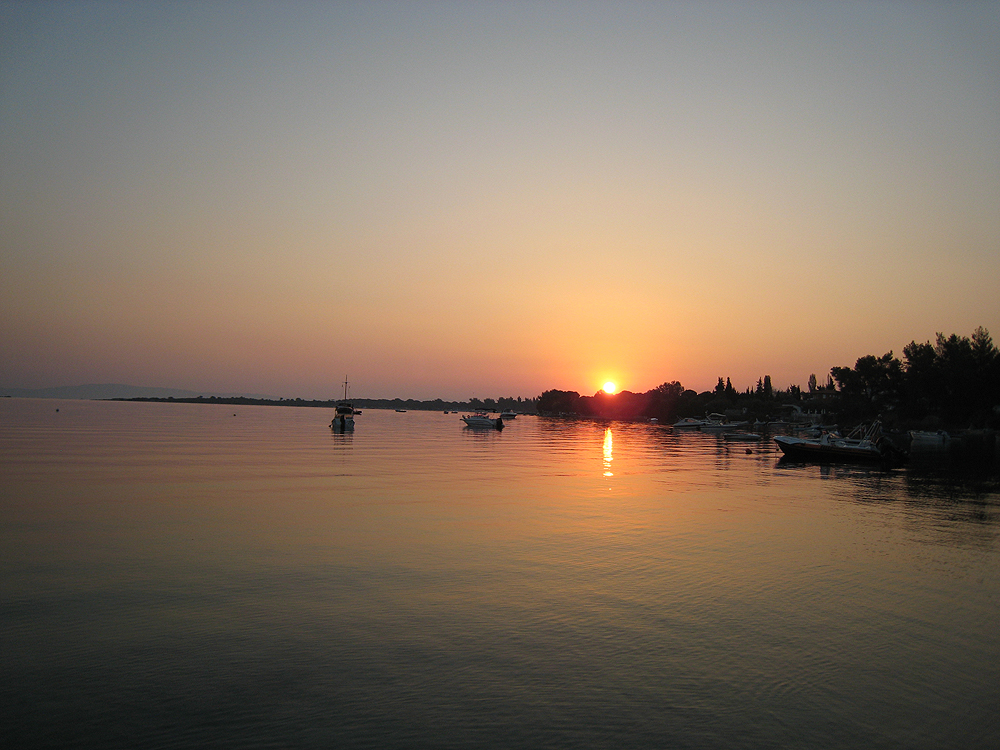
Răsărit în Vourvourou

Golfurile care înconjoară peninsula sunt Golful Singitic la est și Golful Toronean la vest. Munții Itamos și Dragoudelis se află în centrul peninsulei. Peisajul este acoperit cu vii, păduri, pajiști, tufărișuri și munți. Printre numeroasele locuri istorice din Sithonia se numără orașul antic, castelul și biserica Agios Athanasios din Toroni, morile de vânt din Sykia și biserica din secolul al XVI-lea din Nikiti.
În partea de nord a peninsulei se află plajele populare Ai Giannis, Kalogria, Elia și Lagomandra pe coasta de vest și Livrochios, Karidi, Kavourotripes și Platanitsi pe coasta de est. Plajele din partea de sud includ Azapiko, Tristinika, Kalamitsi și Kriaritsi.
Porto Koufo, este cel mai mare port natural din Grecia, care este menționat de Tucidide drept „port gol”; pare a fi locul de pescuit din zonă. La sud, de la ieșirea din port se află Kartalia, partea cea mai sudice a Sithonia, o zonă foarte impresionantă care își vrăjește vizitatorii cu plajele sale stâncoase izolate.
Principalele sate din peninsulă sunt Nikiti, Neos Marmaras, Parthenonas, Sarti, Sykia, Vourvourou și Agios Nikolaos.
În mijlocul peninsulei Sithonia, lângă satul Neos Marmaras, se află stațiunea de vacanță Porto Carras; locul Summitului liderilor Uniunii Europene din 2003. Vara zonele de pe malul apei Neos Maramaras, Nikiti și Sarti sunt deosebit de aglomerate.